# Robert Theuermeister
Robert Theuermeister, teljes neve: Albert Robert Theuermeister, írói álneve: Karl Albert Schöllenbach (Lützkowicz, Zeitz mellett, 1882. augusztus 24. – Ammendorf, Halle an der Saale mellett, 1945. augusztus 18.) német tanár, író.

## Élete
Általános iskolai tanári képesítést szerzett, ezután mint tanár dolgozott Weißenfelsben és Ammendorfban, legmagasabb tisztsége főigazgató-helyettes volt. Gyermekeknek szóló munkákat írt, 1920 és 1924 közt egy gyermekeknek szóló hetilapot is megjelentetett. Az antialkoholista Good Templar-rend tagja volt. A Harmadik Birodalom alatt közel állt a nemzetiszocialistákhoz, több, a rendszernek megfelelő kötetet publikált. Az ebben az időszakban született munkái közül négyet a második világháború után a szovjet megszállási övezeteben és a korai NDK-ban betiltottak.

## Munkái
- Unser Körperhaus. Leipzig, 1909
- Von Steinbeil und Urne. Leipzig, 1911
- Im Märchenlande. Leipzig, 1912
- Vom Luftballon zum Zeppelin. Leipzig, 1914
- Wilm Heinrich Berthold. Leipzig, 1915 (Karl Albert Schöllenbach néven)
- Der heimliche König. Leipzig, 1919 (Karl Albert Schöllenbach néven)
- Blauäugelein. Weißenfels a.S., 1920
- Der Kampf um das lebenslängliche Gelübde. Weißenfels a.S., 1920
- Am Brunnen vor dem Tore …! Halle a.S., 1922
- Wenn ich ein Vöglein wär …! Halle a.S., 1922
- Am Osterwasser. Querfurt, 1926
- Das Sonnenherz. Querfurt, 1927
- Mutter Zukunft. Querfurt, 1928 (K. A. Schöllenbach néven)
- Einer Mutter Arbeitstag. Leipzig, 1933 (Albert Robert Theuermeister néven)
- Martin Luther, der deutsche Gotteskämpfer. Halle, 1934 (Albert Robert Theuermeister néven)
- Ein Kampf für Deutschland. Halle, 1935 (Albert Robert Theuermeister néven)
- Albert Leo Schlageter. Halle, 1936
- Die Jugend von Langemarck. Halle, 1936 (Albert Robert Theuermeister néven)
- Ein Volksfeind. Berlin, 1936
- Komische Käuze. Stuttgart, 1938
- Pimpfe auf Großfahrt zu Denkmälern der Vorgeschichte. Breslau (Albert Robert Theuermeister néven)
  - 1. Die Jungsteinzeit, 1939
  - 2. Die Bronzezeit, 1939

## Szerkesztései
- Festschrift zum Jugendtage von Deutschlands Großloge II des Internationalen Guttemplerordens, Pfingsten 1914, zu Weißenfels a. Saale. Weißenfels a.S., 1914
- Das Büchlein „Frisch-auf“! Hamburg, 1920
- Gedichte neudeutscher Jugend „Es taget in dem Osten …“. Heilbronn a.N. 1921 (Karl Albert Schöllenbach néven, Hanns Altermann-nal közösen)
- Die Heimat in alter Zeit. Querfurt, 1925
- Hans Herrig: Die Kristnacht. Leipzig, 1925
- Amtliche Fürsorge zur Abwehr des Alkoholismus. Hamburg, 1926
- Zwischen Wartburg und Leunawerk. Frankfurt a. M. (társszerkesztők: Hugo Bonitz és Paul Thieme)
  - 1. Für das 3. und 4. Grundschuljahr, 1926

## Fordítás
- Ez a szócikk részben vagy egészben  a   Robert Theuermeister című német Wikipédia-szócikk ezen változatának fordításán alapul.  Az eredeti cikk szerkesztőit annak laptörténete sorolja fel. Ez a jelzés csupán a megfogalmazás eredetét és a szerzői jogokat jelzi, nem szolgál a cikkben szereplő információk forrásmegjelöléseként.